# گروب ام فورشت
گروب ام فورشت (به آلمانی: Grub am Forst) یک شهر در آلمان است که در Coburg واقع شده‌است. گروب ام فورشت  ۳٬۱۰۷ نفر جمعیت دارد.